# Alexander Gould
Alexander Jerome Gould (Los Ángeles, 4 de mayo de 1994) es un actor estadounidense de televisión y de voz. Es conocido por su papel de Shane Botwin en la serie de televisión Weeds de Showtime y por proveer la voz de Nemo en la película Buscando a Nemo de Pixar y a Bambi en Bambi II de Walt Disney Pictures.

## Vida y carrera
Gould nació en Los Ángeles, California, a sus padres Valerie y Tom Gould y fue criado como judío.
Comenzó su carrera de actuación siendo niño y es tal vez más conocido por darle la voz al personaje del título de Buscando a Nemo.
Ha participado como invitado en series de televisión tales como Ally McBeal, Malcolm in the middle, Law & Order: Special Victims Unit, Supernatural, Mentes criminales y Pushing Daisies. En 2004 interpretó a David Collins en la remake de la telenovela Dark Shadows.  Sin embargo el piloto fue rechazado por la WB y nunca fue transmitido. Desde 2005 Gould interpreta a Shane Botwin en la comedia dramática Weeds.

## Filmografía
| Año       | Título                              | Personaje        | Notas |
| --------- | ----------------------------------- | ---------------- | --- |
| 2000      | Freaks and Geeks                    | Ronnie           | Serie de TV Episodio: Chokin' and Tokin' |
| 2000      | Malcolm in the Middle               | Egg              | Serie de TV Episodio: El Funeral |
| 2000      | The Geena Davis Show                | Sam              | Serie de TV Episodio: Cooties |
| 2000      | Mexico City                         | Peter Cobb       | Película de TV |
| 2001      | Ally McBeal                         | Sam Paul         | Serie de TV Episodios: Mr. Bo The Ex-Files |
| 2001      | 7th Heaven                          | Pee Wee #1       | Serie de TV Episodio: Apologize |
| 2001      | The Day the World Ended             | joven Ben        | |
| 2001      | Family Law                          | Josh Deverell    | Serie de TV Episodio: Angel's Flight |
| 2002      | Wheelmen                            | Arthur           | |
| 2002      | Even Stevens                        |                  | Serie de TV Episodio: Little Mr. Sacktown |
| 2002      | Boomtown                            | Tom a los 8 años | Serie de TV Episodio: Reelin' in the Years |
| 2002      | They                                | joven Billy      | |
| 2003      | Buscando a Nemo                     | Nemo             | Voz Premios Young Artist por "Mejor Actuación en un papel de voz" |
| 2004      | Oliver Beene                        | joven Ted        | Serie de TV Episodio: Soup to Nuts |
| 2003–2004 | American Dreams                     |                  | Serie de TV Episodios: Change a Comin (2003) The 7-10 Split (2004) |
| 2005      | Dark Shadows                        | David Collins    | Película de televisión |
| 2005      | Diary of a Worm                     | Narrador         | Voz |
| 2005–2012 | Weeds                               | Shane Botwin     | Serie de TV 63 episodios Premios Young Artist 2006 por "Mejor actuación secundaria - Serie de Televisión" Nominado - Premios Young Artist 2007 por "Mejor actuación secundaria - Serie de Televisión" |
| 2006      | Bambi II                            | Bambi            | Voz |
| 2006      | Curious George                      | Niño             | |
| 2006      | How to Eat Fried Worms              | Twitch           | |
| 2007      | The Librarian from the Black Lagoon | Hubie            | Narrador |
| 2007      | Mentes criminales                   | Jeremy           | Serie de TV Episodio: Siete segundos |
| 2008      | Law & Order: Special Victims Unit   | Jack Trembley    | Serie de TV Episodio: Poco Ortodoxo |
| 2008      | Pushing Daisies                     | Elliott McQuoddy | Serie de TV Episodio: The Legend of Merle McQuoddy |
| 2009      | Supernatural                        | Cole Griffiths   | Serie de TV Episodio: La Muerte se toma unas Vacaciones |
| 2010      | The Life & Times of Tim             | Boy Scout        | Voz Serie de televisión Episodio: «The Girl Scout Incident/Rodney Has a Wife?» |
| 2016      | Buscando a Dory                     | Pasajero Carl    | Voz |